# Kalmar församling, Uppsala stift
Kalmar församling var en församling i Uppsala stift och i Håbo kommun i Uppsala län. Församlingen uppgick 2010 i Kalmar-Yttergrans församling.

## Administrativ historik
Församlingen har medeltida ursprung. 
Församlingen utgjorde till 1 maj 1923 ett eget pastorat. Från 1 maj 1923 till 2010 var den annexförsamling i pastoratet Övergran, Yttergran och Kalmar som 1962 utökades Skoklosters och Häggeby församlingar. År 1977 namändrades pastoratet till Håbo pastorat. Församlingen uppgick 2010 i Kalmar-Yttergrans församling.

## Kyrkor
- Kalmar kyrka